# 2479 Sodankyla
2479 Sodankyla је астероид главног астероидног појаса чија средња удаљеност од Сунца износи 2,387 астрономских јединица (АЈ).
Апсолутна магнитуда астероида је 13,1.